# Киселёвский сельский совет (Черниговский район)

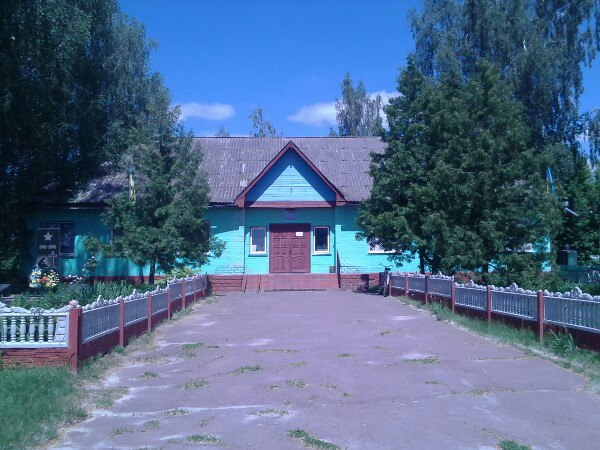
Здание сельсовета, сооружённое в 1984 году.

Киселёвский сельский совет (укр. Киселівська сілька рада) — первичный орган местного самоуправления в Черниговском районе (Черниговской области), представляющий территориальную общину сёл Березанка, Брусилов, Киселёвка и Кобылянка.
Здание сельсовета расположено по адресу: село Киселёвка, улица Молодёжная 10.

## Главы сельского совета

### Ульяновский сельский совет (центр в с. Березанка)
Гирчук Николай Степанович (1959—1971)
Петренко Светлана Григорьевна (1971—1973)
Нечвидный Иван Денисович (1973—1975)
Каракуль Анатолий Иванович (1975—1979)
Журавский Виталий Антонович (1979—1980)
Хонда Михаил Федорович (1980—1989?)

### Киселёвский сельский совет (с 1984 года)
Небож Александр Васильевич
Шмаровоз Федор Романович
Капран Станислав Иванович
Небож Александр Васильевич
Колесниченко Владимир Васильевич (2011)
Сербин Александр Иванович (2011—2015)
Николаева Елена Викторовна (25.10.15-07.09.18 досрочно снят с должности)
Волковская Татьяна Павловна (с 07.09.18 — и. о.)

## Археология
Возле сёл Березанка, Брусилов, Кобылянка и Киселёвка обнаружены 2 поселения эпохи неолита (V—IV тысячелетия до н. э.), 4 — эпохи бронзы (II тысячелетие до н. э.), раннего железа (VI—III вв. до н. э.), зарубинецкой культуры (I в. до н. э.), 4 поселения III—V вв. н. э., северянское VIII—X вв. н. э., а также 3 поселения и городище древнерусского времени (IX—XIII вв. н. э.).